# Andocs
Andocs ist eine ungarische Gemeinde im Kreis Tab im Komitat Somogy. Sie ist mit ihrer Mariä-Himmelfahrt-Basilika heute einer der wichtigsten Wallfahrtsorte in Westungarn.

## Geografie
Andocs grenzt an folgende Gemeinden:
| Karád       | Somogymeggyes                               |            |
| Fiad        | Kompassrose, die auf Nachbargemeinden zeigt | Nágocs     |
| Kisbárapáti | Bonnya                                      | Somogyacsa |

Die Gemeinde liegt ungefähr 20 km südlich des Balaton und 120 km südwestlich der Hauptstadt Budapest.

## Geschichte

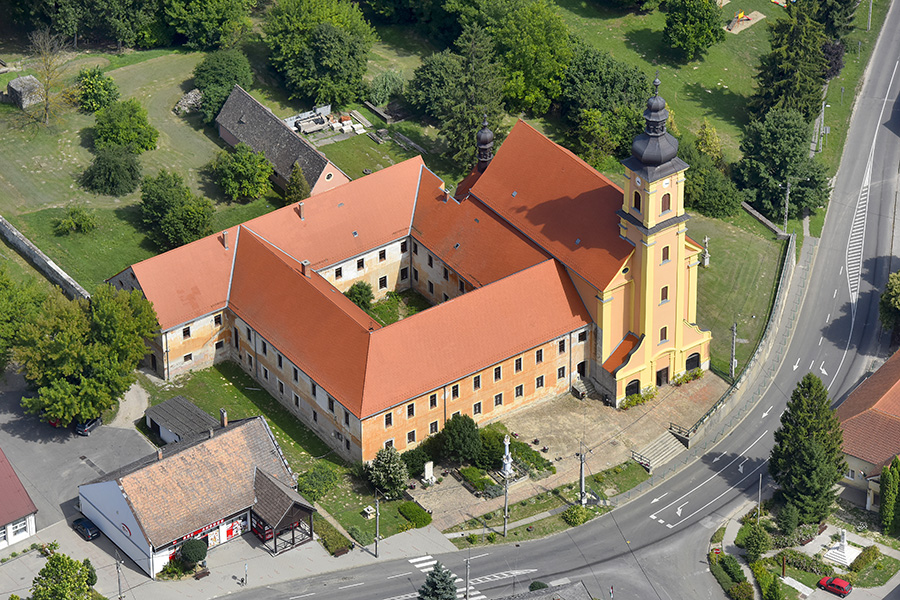
Kloster und Kirche von Andocs

Seit dem Jahr 1332 ist das Gebiet von Andocs nachweislich besiedelt. Das heutige Dorf ist um die Mitte des 16. Jahrhunderts entstanden, in der Zeit der Türkischen Besetzung. Viele Bewohner und Familien in der Region sind damals zusammengezogen, damit die Türken weniger Wohneinheiten zählen und so weniger Steuern eintreiben konnten.
Nach dem Ende der Besetzung begann der Pater Miklós Horváth im Jahr 1665, Andocs zu einem Wallfahrtsort zu entwickeln.
Im Jahr 1721 wurde das Haus der Äbte in ein Kloster umgebaut, welches jedoch zwei Jahre später niederbrannte. Im Jahr 1725 wurde ein neues Kloster im Barockstil gebaut, welches noch heute zu sehen ist und wodurch das Dorf als Wallfahrtsort überregionale Bedeutung erlangte. Seit 1726 gehört Andocs zum Erzbistum Veszprém. Im Jahr 1950 wurde es offiziell zu einer Gemeinde.

## Bevölkerung
Die Gemeinde hat 980 Einwohner (Stand: 2020) und ist stark von der Landflucht betroffen. Bei der Volkszählung im Jahr 2011 (damals waren es noch 1101 Einwohner) gaben 77,8 % an, die ungarische Nationalität zu besitzen. Die größte Minderheit stellen mit 1,4 % die Deutschen dar. 22 % machten keine Angaben bezüglich ihrer Nationalität.

## Infrastruktur und Verkehr
Andocs besitzt einen eigenen Bahnhof an der Eisenbahnstrecke Kaposvár–Siófok, von wo aus 12 Mal pro Tag ein Zug nach Kaposvár bzw. Siófok fährt. Über Linienbusse sind zudem die wichtigsten umliegenden Ziele direkt erreichbar.
In Andocs gibt es ein Lebensmittelgeschäft, mehrere Hotels für Wallfahrer, sowie einen bedienten Postschalter.

## Kirche von Andocs

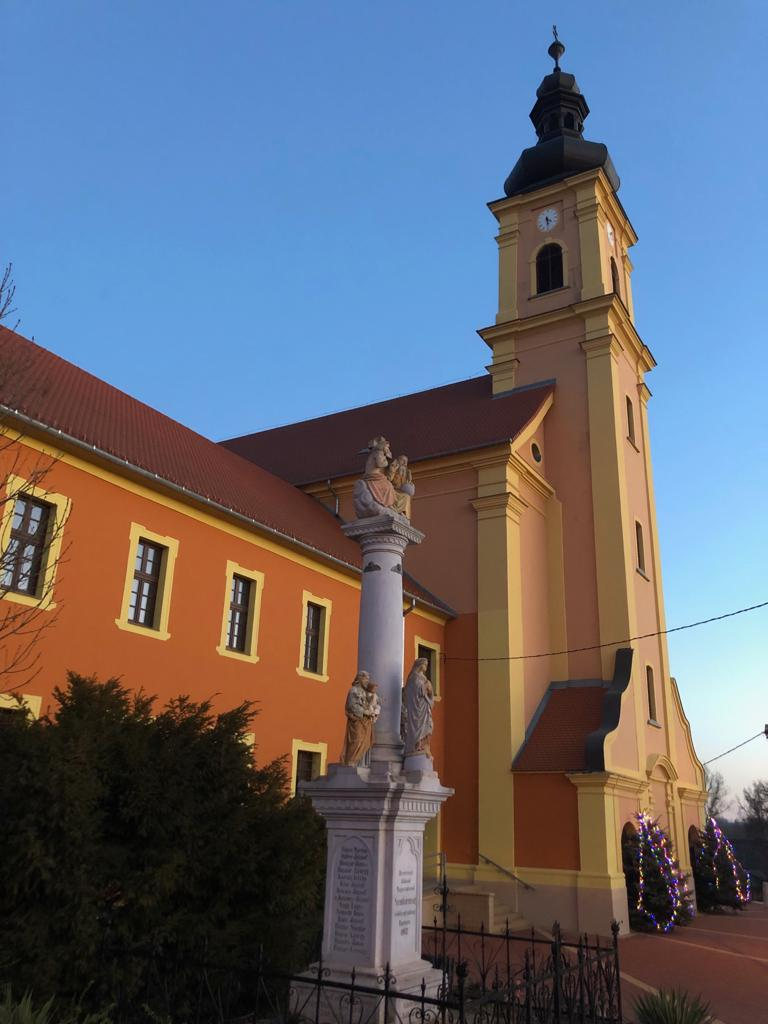
Kirche von Andocs, Nordseite

Nach dem Abzug der Türken begann auf Initiative des Veszprémer Bischofs György Jakusich im Jahr 1643 die Mission in Andocs. Als der erste Jesuitenpater János Horváth das Dorf betrat, waren weite Teile des Dorfes zerstört. Die gotische Dorfkapelle war jedoch noch weitgehend intakt und auch die Statue der heiligen Maria blieb wie durch ein Wunder unversehrt. Der Jesuit Miklós Horváth etablierte Andocs ausgehend von diesem „Wunder“ schließlich als Wallfahrtsort.

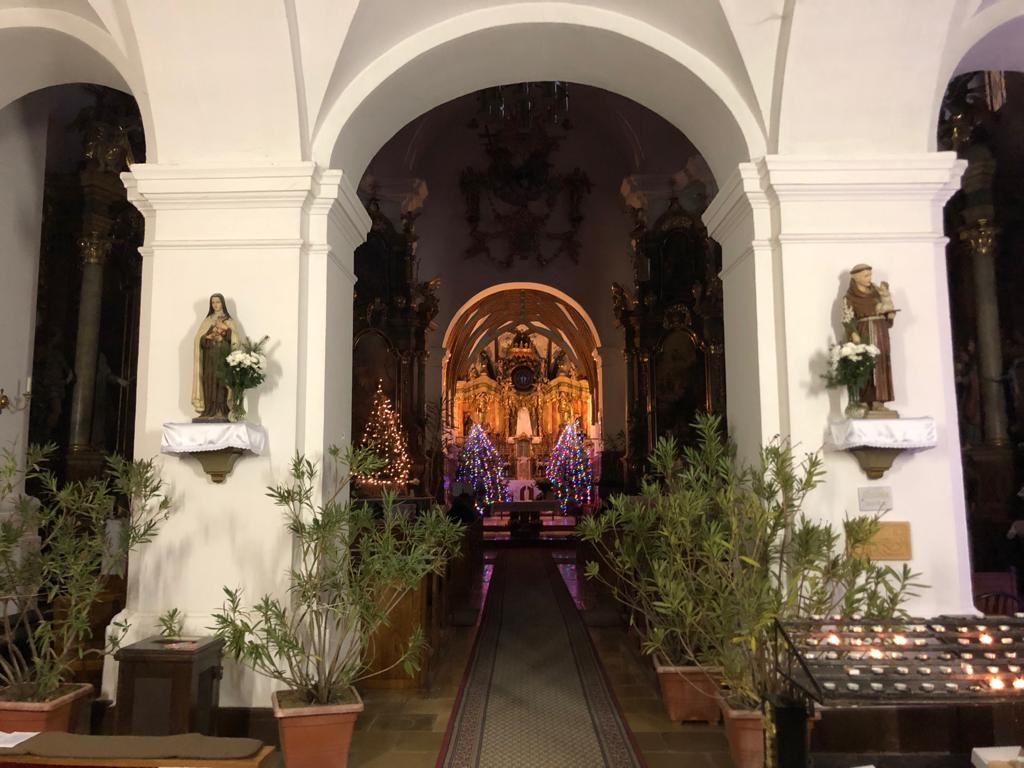
Das Innere der Kirche, die alte Kapelle ist am Ende sichtbar

Als im Jahr 1723 das neu gebaute Kloster niederbrannte, blieb die benachbarte Kapelle erneut verschont. Beim Bau der neuen Dorfkirche von 1739 bis 1747 wurde daher die alte Kapelle als Heiligtum in die Kirche eingebaut, wo sie auch heute noch besichtigt werden kann. Eingeweiht wurde die Kirche von Márton Biró Padányi, dem damaligen Bischof von Veszprém. Der Altar wurde von Ádám Zichy entworfen und eingerichtet, der Glockenturm wurde mit drei Glocken ausgestattet. Die Statue der heiligen Maria wird seit der Eröffnung der Kirche jedes Jahr neu eingekleidet. Der ungarische Name der Kirche lautet Nagyboldogasszony-bazilika (deutsch: Mariä-Himmelfahrt-Basilika). Sie wurde 2021 in den Stand einer Basilica minor erhoben.

## Partnergemeinden
- Jurová[7]

## Wichtige Persönlichkeiten
- János Sárdy (* 1907 – † 1969), ungarischer Opernsänger und Schauspieler, verbrachte ab 1910 einen Teil seiner Kindheit in Andocs[7]